# Chiesa di Sant'Agata (Pontestura)
La chiesa di Sant'Agata è la parrocchiale di Pontestura, in provincia di Alessandria e diocesi di Casale Monferrato; fa parte dell'unità pastorale Sant'Agata – San Gottardo.

## Storia
La primitiva chiesa, originariamente intitolata ai santi Gregorio, Nicola e Agata, venne fondata nel 1140 e risultava già ultimata nel 1151; sempre nel XII secolo essa venne acquisita dai canonici di Santa Croce di Mortara.
Dalle Rationes decimarum compilate nel 1299 si apprende che la chiesa era filiale della pieve di San Lorenzo di Cornale.
Presumibilmente nel XV secolo il luogo di culto venne riedificato; nel 1449 il giuspatronato passò ai Canonici Lateranensi e nel 1474 la chiesa, precedentemente appartenente all'arcidiocesi di Vercelli alla diocesi di Casale Monferrato, eretta il 18 aprile di quell'anno da papa Sisto IV.
Nel 1784 l'edificio fu oggetto di un intervento di restauro e di rimaneggiamento in stile barocco, mentre nel decennio successivo si procedette alla ricostruzione della sagrestia.
Alla fine dell'Ottocento il campanile venne sopraelevato con la costruzione della nuova cella campanaria, mentre nel biennio 1913-14 le volte e le colonne della chiesa furono decorate; nel 1927 si procedette alla posa del nuovo pavimento e tra quell'anno e il 1930 la facciata venne rimaneggiata secondo i disegni di Vittorio Mesturino.
Nel 1970 si procedette all'esecuzione dell'adeguamento liturgico secondo le usanze postconciliari mediante l'aggiunta di nuovi arredi sacri; tra gli anni ottanta e novanta furono restaurati il campanile e la facciata della parrocchiale.

## Descrizione

### Esterno
La facciata della chiesa, rivolta a sudovest e caratterizzata da massicci contrafforti, presenta al centro il portale d'ingresso, sormontato da una lunetta con raffigurazione di Sant'Agata eseguita da Mario Gilardi nel 1957, il rosone e una bifora murata, mentre ai lati vi sono due oculi; a coronamento del prospetto vi sono dei pinnacoli.
Annesso alla parrocchiale è il campanile a base quadrata, suddiviso da cornici in più registri; la cella presenta su ogni lato una monofora ed è coperta dal tetto a quattro falde.

### Interno
L'interno dell'edificio è suddiviso da colonne dipinte a finto marmo veneto e sorreggenti ampi archi in tre navate, sulle quali si affacciano le sei cappelle laterali, di cui alcune coperte da volta a ombrello, due da volta a botte e una da volta a crociera; al termine dell'aula si sviluppa il presbiterio, rialzato di un gradino, ospitante l'altare maggiore e chiuso dall'abside quadrangolare, che è voltata a vela.
Qui sono conservate diverse opere di pregio, tra le quali le tre pale d'inizio Seicento raffiguranti rispettivamente San Giovanni Evangelista, l'Adorazione del Bambino con i Santi Giacomo e Stefano  e la Madonna del Rosario col Bambino, i Santi Domenico, Caterina, Pio V e la beata Margherita di Savoia, firmate da Guglielmo Caccia detto il Moncalvo, gli stalli del coro, risalenti al XVIII secolo, l'altare maggiore, eretto verso il 1770 probabilmente da Francesco Bottinelli, il Crocifisso, intagliato nel Cinquecento, le due tele che rappresentano la Madonna col Bambino e sette vergini e il Martirio di san Bartolomeo, eseguite nel XVIII secolo da Pier Francesco Guala, la seicentesca statua della Madonna del Rosario col Bambino, l'organo, costruito da Giovanni Mentasti nel 1893, e i due dipinti ritraenti il Martirio di sant'Agata e la Madonna col Bambino con i santi Giacomo e Agata, angioletti e confratelli.